# Polonia Warszawa
Klub Sportowy Polonia Warszawa (normalt bare kendt som Polonia Warszawa) er en polsk fodboldklub fra hovedstaden Warszawa. Klubben spiller i III Liga og har hjemmebane på Stadion Polonii. Klubben blev grundlagt i 1911 og har siden da vundet to polske mesterskaber og to pokaltitler.

## Titler
- Polsk Liga (2): 1946 og 2000
- Polsk Pokalturnering (2): 1952 og 2001

## Kendte spillere
- Maciej Bykowski
- Edgar Çani
- Dariusz Dziekanowski
- Vladimir Dvalishvili
- Tomasz Jodłowiec
- Radosław Majdan
- Emmanuel Olisadebe
- Arkadiusz Onyszko
- Ebi Smolarek
- Artur Sobiech
- Łukasz Teodorczyk
- Tomasz Wieszczycki
- Paweł Wszołek
- Marcin Żewłakow
- Michał Żewłakow

## Danske spillere
- Ingen